# Квантовая оптика
Ква́нтовой о́птикой называют раздел оптики, занимающийся изучением явлений, в которых проявляются квантовые свойства света. К таким явлениям относятся: тепловое излучение, фотоэффект, эффект Комптона, эффект Рамана, фотохимические процессы, вынужденное излучение (и, соответственно, физика лазеров) и др.
Квантовая оптика является более общей теорией, чем классическая оптика. Основная проблема, затрагиваемая квантовой оптикой — описание взаимодействия света с веществом с учётом квантовой природы объектов, а также описания распространения света в специфических условиях. Для того, чтобы точно решить эти задачи, требуется описывать и вещество (среду распространения, включая вакуум) и свет исключительно с квантовых позиций, однако часто прибегают к упрощениям: один из компонентов системы (свет или вещество) описывают как классический объект. Например, часто при расчётах, связанных с лазерными средами, квантуют только состояние активной среды, а резонатор считают классическим. Однако, если длина резонатора будет порядка длины волны, то его уже нельзя считать классическим и поведение атома в возбуждённом состоянии, помещённого в такой резонатор, будет гораздо более сложным.